# Бург (Дітмаршен)
Бург (нім. Burg) — громада в Німеччині, розташована в землі Шлезвіг-Гольштейн. Входить до складу району Дітмаршен. Складова частина об'єднання громад Бург-Занкт-Міхелісдонн.
Площа — 11,23 км2. Населення становить 4178 ос. (станом на 31 грудня 2020).

## Галерея

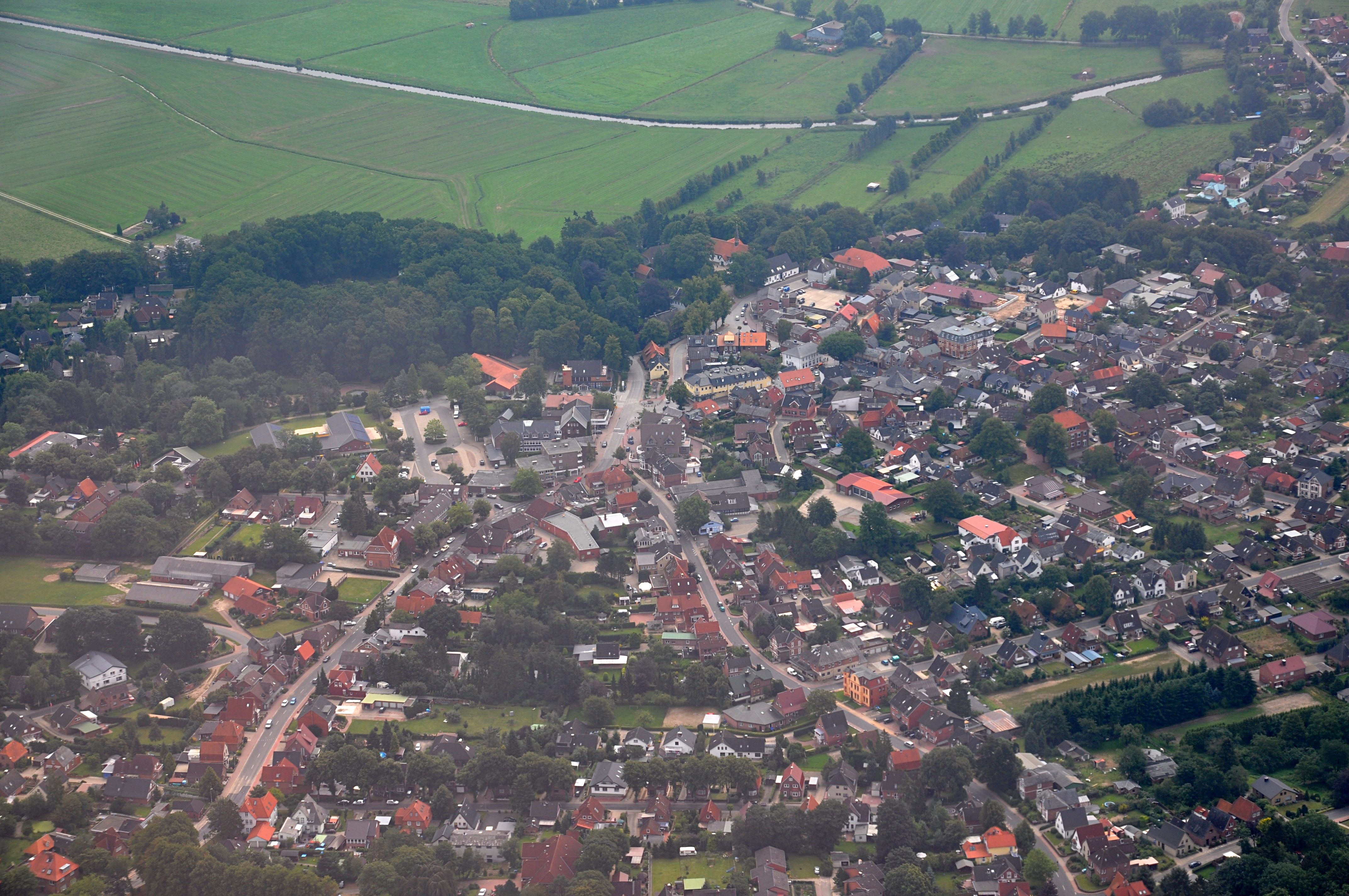
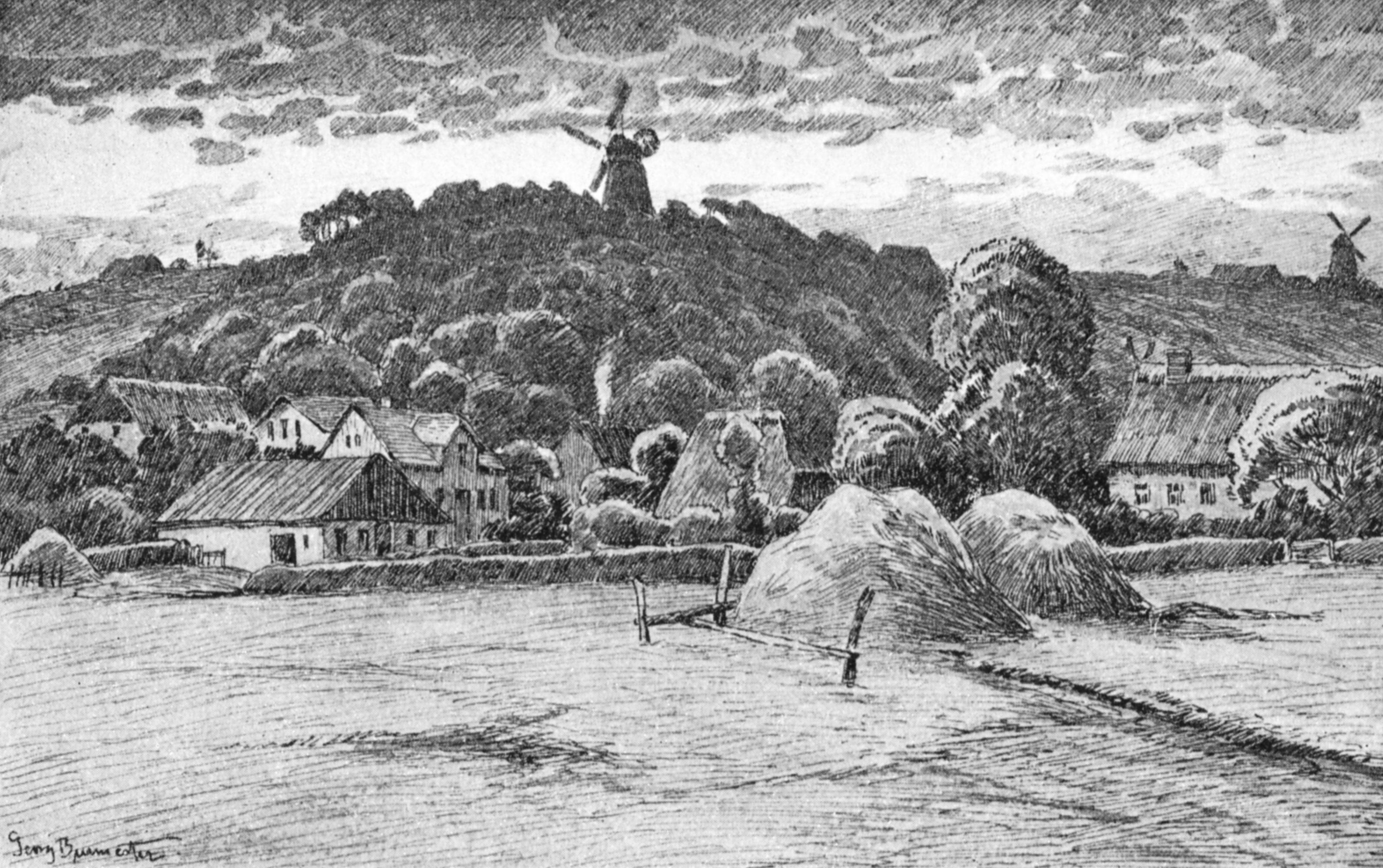
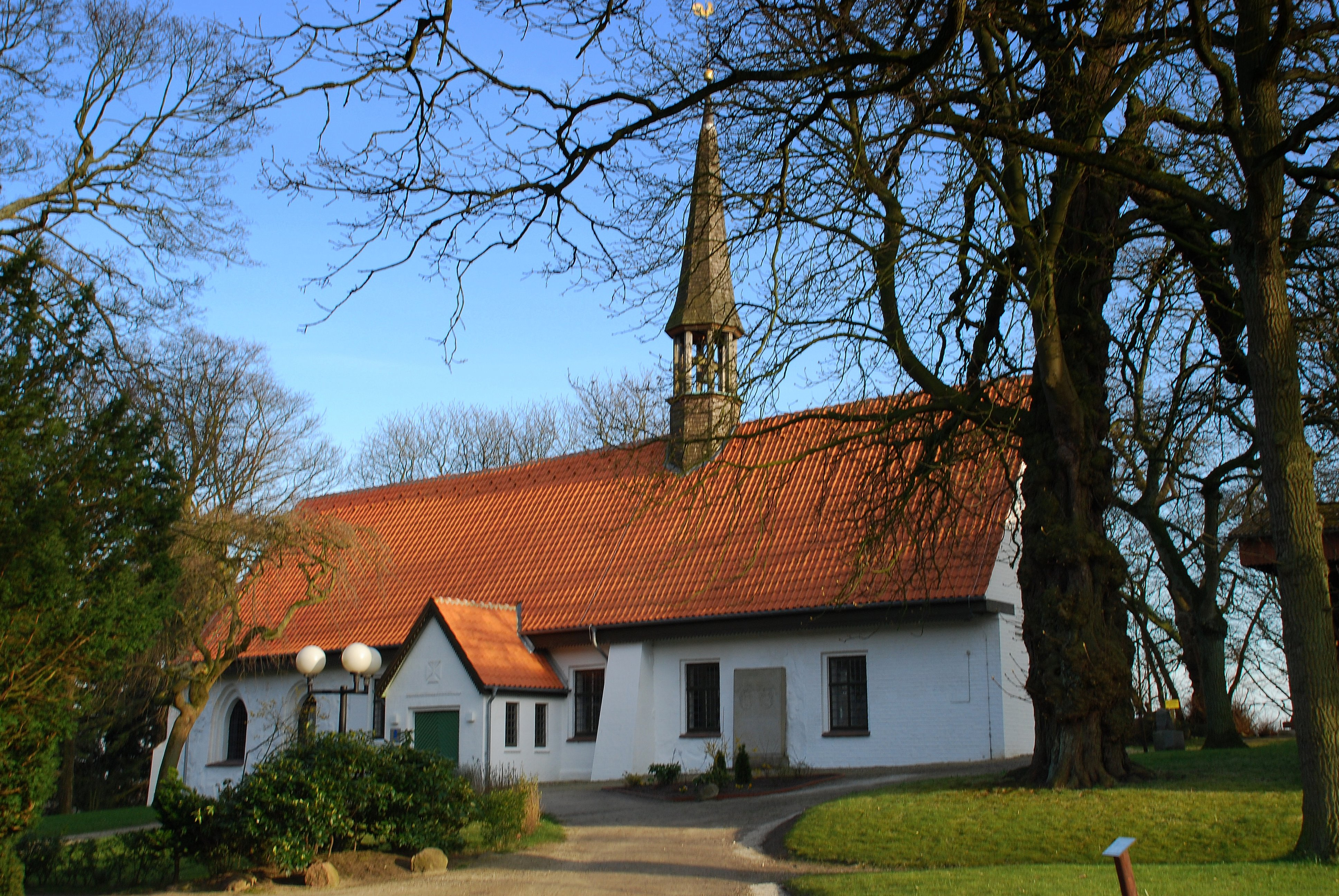
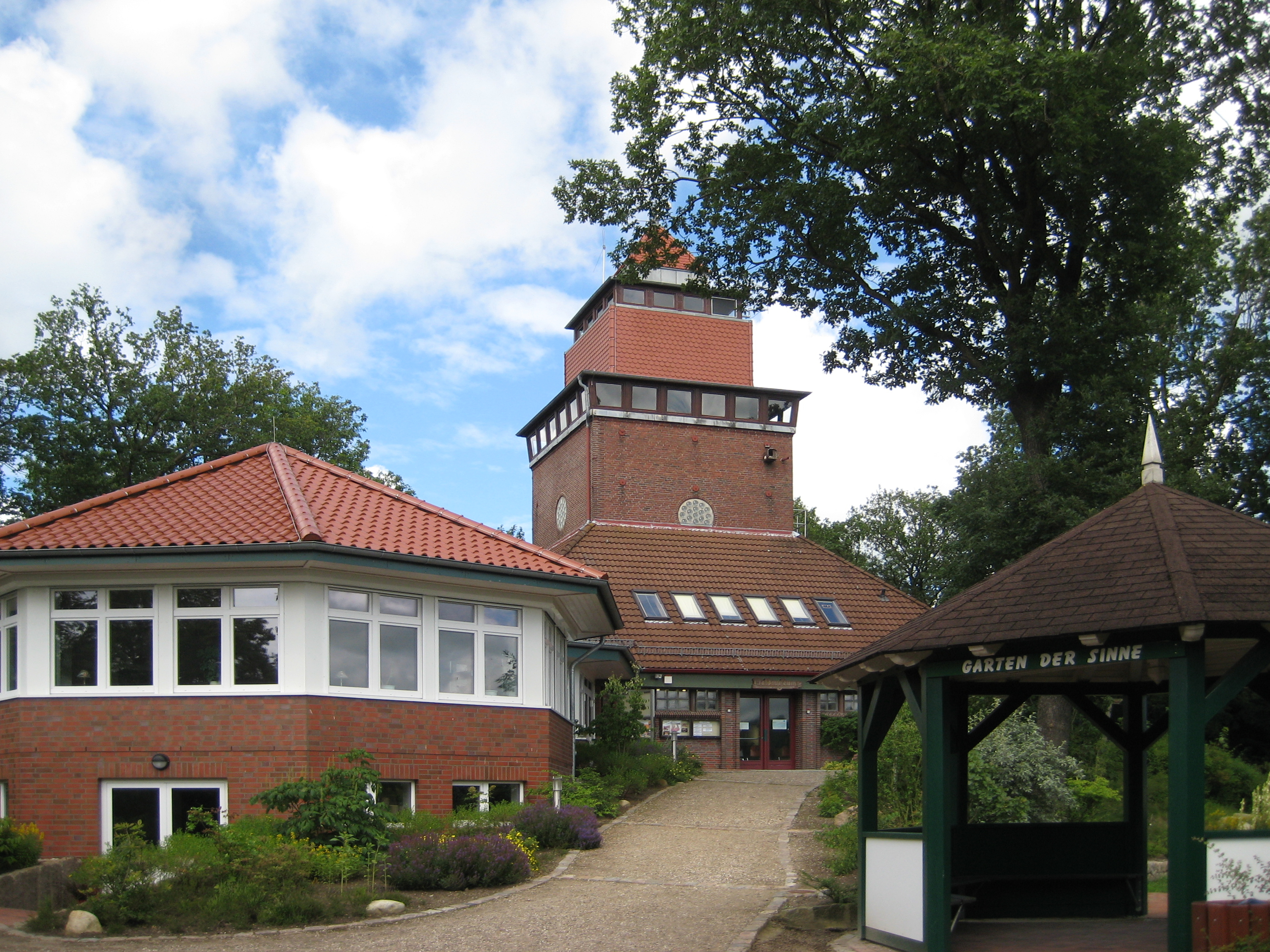
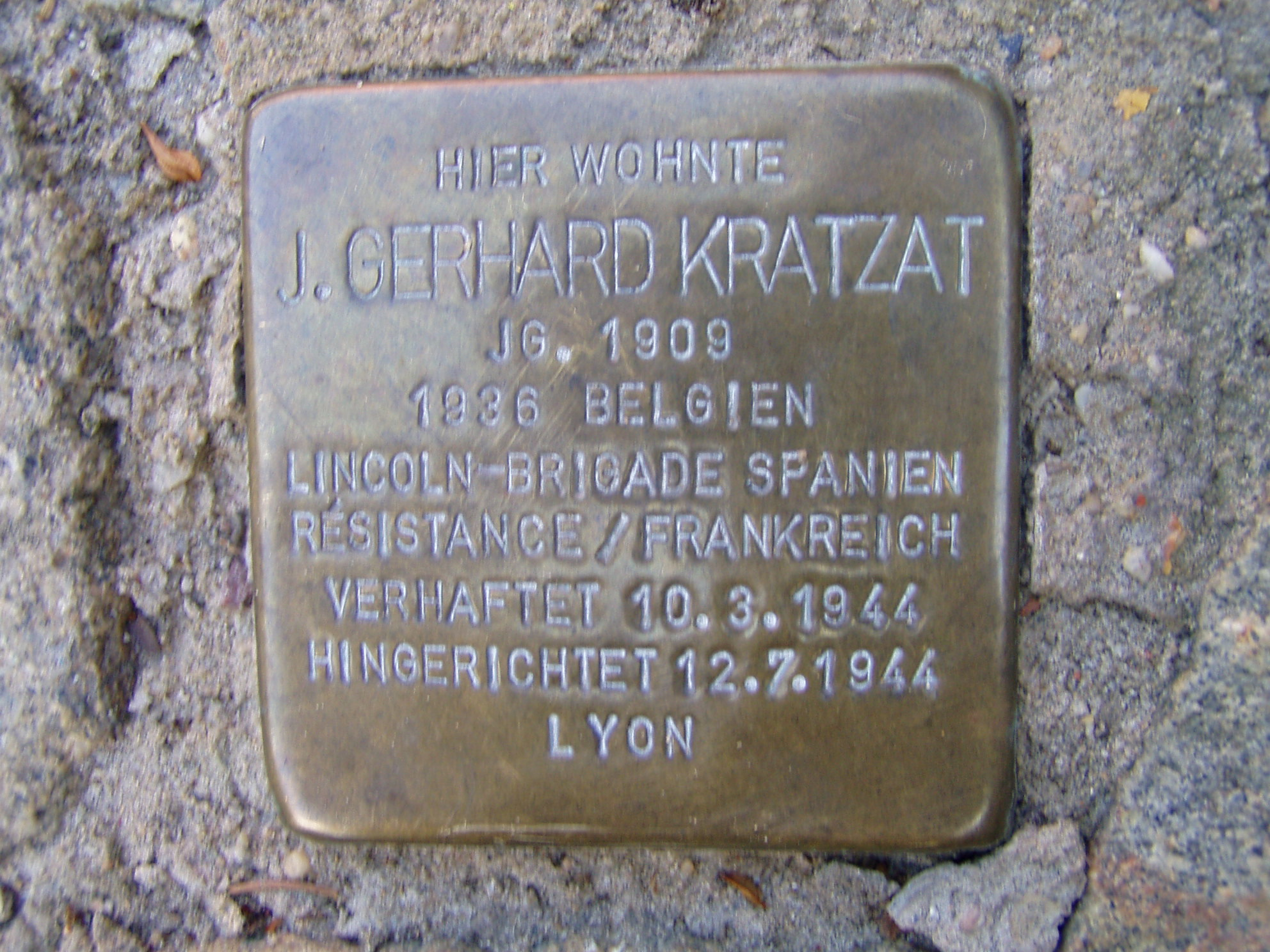
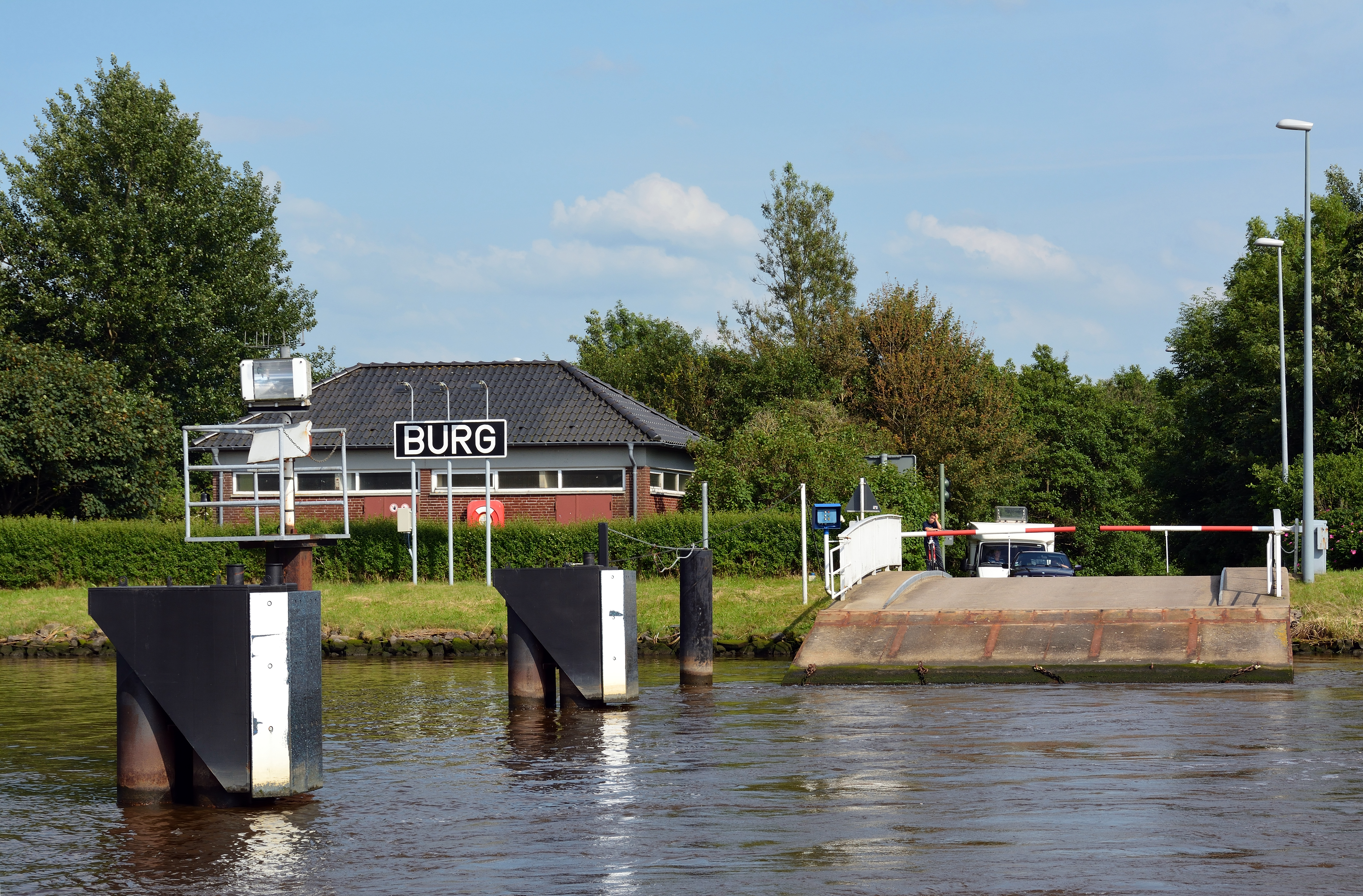